# Aeroporto di Matsapha
L'Aeroporto di Matsapha (IATA: MTS, ICAO: FDMS) è un aeroporto swazilandese sito a Matsapha, località ad ovest del centro della città di Manzini, capoluogo dell'omonimo distretto. Dal 2014 lo scalo ha perso importanza in seguito all'inaugurazione dell'Aeroporto Internazionale Re Mswati III operando solamente voli governativi o cargo.
La struttura è posta all'altitudine di 632 m s.l.m. (2 078 ft), costituita da un terminal, una torre di controllo e da una pista con superficie in asfalto e orientamento 07/25, lunga 2 600 m e larga 45 m (8 530 x 148 ft), equipaggiata con dispositivi di assistenza all'atterraggio tra i quali un impianto di illuminazione con indicatore di angolo di approccio PAPI.
L'aeroporto è di proprietà del governo swazilandese, è aperto al traffico commerciale esclusivamente in orario diurno.

## Storia
Lo scalo venne inaugurato nel 1960 rimanendo immutato nella struttura fino alla fine del 1970, quando sia la pista che l'edificio del terminal vennero ampliati.